# Aeroporto Internacional de Jeju
Aeroporto Internacional de Jeju (Hangul: 제주국제공항, Hanja: 濟州國際空港) Romanização revisada do coreano; Jeju Gukje Gonghang, McCune-Reischauer; Cheju Kukche Konghang) (IATA: CJU, ICAO: RKPC) é o terceiro maior aeroporto da Coreia do Sul, atrás, somente, do Aeroporto de Gimpo em Seul e o Aeroporto de Incheon em Incheon. Está localizado na cidade de Jeju. foi inaugurado em 1968.